# 弗里熱
弗里热（法語：Phryge，發音：[fʁiʒ]）是巴黎2024的官方吉祥物，具体包括2024年巴黎奧運會吉祥物奧林匹克弗里熱和2024年巴黎殘奧會吉祥物殘奧弗里熱，是弗里吉帽的拟人形象。

## 形象
弗里热的原型弗里热帽是古希腊时期弗里吉亚的一种无檐软帽，顶部向前微垂，两侧或有帽耳，后方或垂至颈部。在法国，红色弗里热帽于19世纪成为“自由帽”的标准形制，这一做法可以追溯到18世纪末的法国大革命。名画《自由引导人民》中的自由女神和法国国家象征玛丽安娜的头上都戴有象征自由的红色弗里热帽。近年的黃背心運動中，也有示威者头戴弗里热帽。弗里热眼睛的原型是法国的红、白、蓝三色帽章。
| - 《自由引导人民》 - 玛丽安娜胸像 - 黃背心運動中头戴弗里热帽的示威者 - 法国三色帽章 |

弗里热采用红、白、蓝三色，以帽耳为手，脚穿运动鞋。跟2024年奧運會和2024年残奥会共用徽标一样，两项赛事也共享吉祥物，仅有细微的差别。奥林匹克弗里热个子较小，更加内向。残奥弗里热个子较大，更为外向，一条腿装有义肢，是残奥会历史上第一个装有义肢的吉祥物。弗里热没有性别。

## 设计和发布
弗里热由创意机构W和巴黎2024设计团队联手设计，于2022年11月14日（巴黎奥运会倒数600天）正式发布。受奥组委委托，一家民调公司调查了法国的1058名成人和420名青少儿，结果显示75%的成年人和83%的儿童喜爱弗里热这一形象。
弗里热相关的纪念品包括毛绒玩具、服装、钥匙圈等等，预计销售总额为1.27亿欧元，将占2024年巴黎奥运会授权收入的25%。

## 外部連結
- 官方网站